# Butte Creek Canyon
Butte Creek Canyon es un lugar designado por el censo ubicado en el condado de Butte en el estado estadounidense de California. En el año 2010 tenía una población de 1086 habitantes.

## Geografía
Butte Creek Canyon se encuentra ubicado en las coordenadas 39°44′21″N 121°41′10″O / 39.73917, -121.68611.